# Dinia invittata
Dinia invittata là một loài bướm đêm thuộc phân họ Arctiinae, họ Erebidae.